# Thái Kiếm Giang
Thái Kiếm Giang (hoặc Sái Kiếm Giang, tiếng Trung giản thể: 蔡剑江, bính âm Hán ngữ: Cài Jiàn Jiāng, sinh tháng 1 năm 1963, người Hán) là doanh nhân, chính trị gia nước Cộng hòa Nhân dân Trung Hoa. Ông là Ủy viên Ủy ban Trung ương Đảng Cộng sản Trung Quốc khóa XX, Ủy viên dự khuyết khóa XIX, hiện là Tổng thư ký Ủy ban Quản lý giao thông không lưu Trung ương, Chủ nhiệm Văn phòng. Ông nguyên là Bí thư Đảng tổ, Chủ tịch Tập đoàn Hàng không Trung Quốc; Bí thư Đảng ủy, Chủ tịch Air China, kiêm Chủ tịch Shenzhen Airlines.
Thái Kiếm Giang là đảng viên Đảng Cộng sản Trung Quốc, học vị Cử nhân Kiểm soát điều hướng không lưu, Cử nhân Anh ngữ. Ông có sự nghiệp công tác chủ đạo trong ngành hàng không, lãnh đạo nhiều doanh nghiệp nhà nước trong hàng không dân dụng của Trung Quốc trước khi bước vào chính trường.

## Xuất thân và giáo dục
Thái Kiếm Giang sinh tháng 1 năm 1963 tại huyện Vô Tích thuộc chuyên khu Tô Châu (苏州专区), nay là địa cấp thị Vô Tích, tỉnh Giang Tô, Cộng hòa Nhân dân Trung Hoa. Ông lớn lên ở Vô Tích, tốt nghiệp Trung học cấp cao Mai Thôn (梅村高级中学) năm 1979. Tháng 9 năm này, ông thi đỗ Trường chuyên khoa học Hàng không dân dụng Trung Quốc (中国民用航空专科学校, nay là Đại học Hàng không dân dụng Trung Quốc), tới Thiên Tân nhập học song bằng, tốt nghiệp Cử nhân chuyên ngành Kiểm soát điều hướng không lưu, và Cử nhân Anh ngữ vào tháng 7 năm 1983. Trường chuyên khoa được nâng cấp thành Học viện Hàng không dân dụng vào ngày 10 tháng 8 năm 1981, và ông được kết nạp Đảng Cộng sản Trung Quốc vào những năm này.

## Sự nghiệp

### Hàng không
Tháng 7 năm 1983, sau khi tốt nghiệp trường hàng không dân dụng, Thái Kiếm Giang được trường giữ lại, bắt đầu sự nghiệp với vị trí công việc là giảng viên của Khoa Điều hướng không lưu. Ông công tác ở trường 10 năm và là Chủ nhiệm Văn phòng nghiên cứu và giáo dục Kiểm soát điều hướng không lưu của trường. Tháng 12 năm 1992, Shenzhen Airlines được thành lập ở Thâm Quyến, Thái Kiếm Giang được bổ nhiệm làm Trợ lý Tổng giám đốc rồi Phó Tổng giám đốc của hãng hàng không mới này, và tiếp tục giữ chức vụ tương đương khi hãng được cải tổ thành lập Công ty trách nhiệm hữu hạn Hàng không Thâm Quyến năm 1999.
Năm 2001, Thái Kiếm Giang được điều chuyển tới công ty mẹ của Shenzhen Airlines là Công ty Hàng không quốc tế Trung Quốc (Air China), nhậm chức Giám đốc bộ phận Kinh doanh Thượng Hải, rồi Trợ lý Chủ tịch kiêm Giám đốc bộ phận Marketing. Ngày 28 tháng 10 năm 2002, Air China liên hợp với Tổng công ty Hàng không Trung Quốc, Công ty Hàng không Tây Nam Trung Quốc để thành lập lại Tập đoàn Hàng không Trung Quốc, là siêu doanh nghiệp của trung ương quản lý hàng không dân dụng; Thái Kiếm Giang được bổ nhiệm làm Phó Chủ tịch Air China, đồng thời là Bí thư Đảng ủy của doanh nghiệp này từ tháng 9 năm 2004. Sau đó, từ tháng 2 năm 2007, ông là Chủ tịch (Tổng tài) Air China, kiêm nhiệm Chủ tịch (Đồng sự trưởng) Shenzhen Airlines từ tháng 2 năm 2010. Ngày 29 tháng 1 năm 2014, Thái Kiếm Giang được thăng chức làm Tổng giám đốc Tập đoàn Hàng không Trung Quốc, kiêm Chủ tịch Air China, và đồng thời là Phó Chủ tịch Cục Đồng sự của Cathay Pacific – hãng hàng không chủ đạo ở Hồng Kông. Ngày 9 tháng 12 năm 2016, Thái Kiếm Giang được bổ nhiệm làm Bí thư Đảng tổ, Chủ tịch Tập đoàn Hàng không Trung Quốc, kiêm nhiệm Bí thư Đảng ủy Air China từ tháng 5 năm 2017. Tính đến 2020, ông đã có 37 năm hoạt động trong ngành hàng không, khối đơn vị sự nghiệp công lập và doanh nghiệp nhà nước của Trung Quốc.

### Chính trường
Tháng 10 năm 2017, Thái Kiếm Giang tham gia đại hội đại biểu toàn quốc, được bầu làm Ủy viên dự khuyết Ủy ban Trung ương Đảng Cộng sản Trung Quốc khóa XIX tại Đại hội Đảng Cộng sản Trung Quốc lần thứ 19. Ngày 26 tháng 10 năm 2020, ông được điều chuyển công tác tới khối cơ quan trung ương, được bổ nhiệm làm Tổng thư ký Ủy ban Quản lý giao thông không lưu Trung ương Trung Quốc, Chủ nhiệm Văn phòng Ủy ban này, cấp bộ trưởng, được miễn nhiệm các chức vụ ở các hãng hàng không vào tháng 12 cùng năm. Cuối năm 2022, ông tham gia Đại hội Đảng Cộng sản Trung Quốc lần thứ XX từ đoàn đại biểu khối cơ quan trung ương Đảng và Nhà nước. Trong quá trình bầu cử tại đại hội, ông được bầu là Ủy viên Ủy ban Trung ương Đảng Cộng sản Trung Quốc khóa XX.